# Приморец (стадион)
«Приморец» — ныне не существующий стадион в г. Находка, расположен в Южном микрорайоне. Проектная вместимость — 30 000 зрителей.
Трибуны стадиона используются в качестве торговых рядов, на поле размещается платная автостоянка. Стадион принадлежит частной компании «Находка Олимпик».
Ранее на месте стадиона располагалось футбольное поле, по сторонам — деревянные трибуны с беседками. На поле проходили футбольные матчи с участием любительских команд, на грунтовых беговых дорожках — спортивные соревнования. По прежнему генеральному плану города на месте футбольного поля должен был разместиться дом культуры судоремонтников.
В 1989 году по инициативе «Приморского завода» был разработан проект строительства нового современного стадиона вместимостью 30 000 зрителей. На прилегающей к стадиону территории предполагалось возвести бульвары, фонтаны, цветники и автостоянку. Строительство стадиона в начале 1990-х годов проводилось при участии рабочих из Северной Кореи. После приватизации завода в 1992 году стройка была приостановлена. В 1996 году для возобновления незавершенного строительства стадиона администрацией города был заключён инвестиционный договор со строительной компанией «Находка Олимпик» (основана в 1996 году, владелец — Владимир Лушников), согласно которому право собственности на муниципальный стадион определялось вкладом участвующих сторон. В 2002 году были возведены три трибуны, в помещениях которых разместились торговые ряды. Поле стадиона оборудовано под платную автостоянку.
В 2005 году Находку с рабочим визитом посетил президент Российского футбольного союза Виталий Мутко, ознакомившись с объектами спортивной инфраструктуры города (помимо «Приморца» посетил также стадион «Водник»). Строящийся стадион «Приморец» он назвал бесперспективным проектом, предложив и дальше развивать объект в коммерческих целях, сделав из него крупный торговый центр. В 2015 году на месте стадиона возведён самый большой на Дальнем Востоке торгово-развлекательный центр «Находка Мега», площадью 120 000 м².